# Крутько, Николай Павлович
Николай Павлович Крутько — белорусский учёный в области физической и коллоидной химии, академик Национальной академии наук Беларуси (2009). Заслуженный деятель науки Республики Беларусь (2014).

## Биография
Родился 20.05.1949 в д. Лясковичи Октябрьского района Гомельской области.
Окончил Белорусский технологический институт (1971).
В 1971—1981 гг. работал в Институте физико-органической химии АН БССР: инженер, старший инженер, младший научный сотрудник.
В 1981—1993 гг. старший научный сотрудник, заместитель директора, 1993—2016 гг. директор Института общей и неорганической химии НАН Беларуси.
Одновременно с 2008 г. генеральный директор ГНПО «Химические продукты и технологии».
Доктор химических наук (1991), профессор (2003).
С 1994 г. член-корреспондент, с 2009 г. академик Национальной академии наук Беларуси. В 2004—2010 гг. академик-секретарь Отделения химии и наук о Земле НАНБ.
Руководитель научной школы по коллоидной химии и физико-химической механике.
Автор более 300 научных работ, в том числе 3 монографий, 87 изобретений.
Лауреат Государственной премии БССР 1990 г. — за разработку и внедрение технологии производства калийных удобрений с улучшенными физическими и агрохимическими свойствами.
Награждён орденом Почёта (2004). Заслуженный деятель науки РБ (2014).
Монографии и наиболее цитируемые статьи:
- Полимерные комплексы в водных и солевых средах. Мн.: Беларуская навука, 2010 (совм. c Е. В. Воробьевой).
- Крутько Н. П.,Шевчук В. В., Прушак В. Я., Щерба В. Я. Регулирование коллоидно-химических свойств солевых минеральных дисперсий при получении гранулированных калийных удобрений. — Минск: Технология, 2010. — 239 с.
- Опанасенко О. Н., Крутько Н. П. Свойства и применение битумных дисперсий и битумно-эмульсионных материалов. — Минск: Беларус.навука, 2014. — 207 с.
- О природе каталитического действия окиси индия в реакциях пиролиза углеводородов // Доклады АН СССР. 1979. Т.246, № 1 (совм. c Ю. Г. Егиазаровым, Я. М. Паушкиным).
- Влияние ПАВ и углеводородов на структурообразование дисперсий хлорида калия // Доклады АН Беларуси. 1993. № 6.
- Композиционные материалы на основе волокон с двойными дифосфатами аммония-кобальта, аммония-магния // J. Material Science. 1996. Vol.31. P. 6241-6245 (совм. с Т. М. Ульяновой).
- Повышение качества дорожных покрытий / Химия в интересах устойчивого развития. Новосибирск: Изд. СО РАН, 2005. Т.13. С. 767—778 (совм. c О. Н. Опанасенко, А. В. Мининым).
- Образование наночастиц при синтезе наноструктурных волокон и порошков тугоплавких оксидов // Int. J. Nanotechnology. 2006. Vol.3, No.1. P. 47-56 (совм. c Т. М. Ульяновой).